# Mateusz Sawrymowicz
Mateusz Jakub Sawrymowicz (Lublin, 22 april 1987) is een Poolse zwemmer. Hij vertegenwoordigde zijn vaderland op de Olympische Zomerspelen 2008 in Peking. Sawrymowicz is voormalig wereldkampioen op de 1500 meter vrije slag.

## Carrière
Bij zijn internationale debuut, op de wereldkampioenschappen zwemmen 2005 in Montreal, eindigde Sawrymowicz als vijfde op de 1500 meter vrije slag. Op de Europese kampioenschappen kortebaanzwemmen 2005 in Triëst sleepte de Pool de bronzen medaille in de wacht op de 1500 meter vrije slag, op de 400 meter vrije slag werd hij uitgeschakeld in de series. 
Tijdens de Europese kampioenschappen zwemmen 2006 in Boedapest eindigde Sawrymowicz als zesde op zowel de 400 als de 1500 meter vrije slag. Op de Europese kampioenschappen kortebaanzwemmen 2006 in Helsinki veroverde de Pool de zilveren medaille op de 1500 meter vrije slag, op de 400 meter vrije slag strandde hij in de series.
In Melbourne nam Sawrymowicz deel aan de wereldkampioenschappen zwemmen 2007, op dit toernooi veroverde hij de wereldtitel op de 1500 meter vrije slag en strandde hij in de series van de 400 meter vrije slag. Op de Europese kampioenschappen kortebaanzwemmen 2007 in Debrecen sleepte hij de Europese titel in de wacht op de 1500 meter vrije slag, op de 400 meter vrije slag werd hij uitgeschakeld in series. 
Op de Europese kampioenschappen zwemmen 2008 in Eindhoven legde Sawrymowicz beslag op de bronzen medaille op de 1500 meter vrije slag en strandde hij in de series van de 400 meter vrije slag. Enkele weken later nam de Pool deel aan de wereldkampioenschappen kortebaanzwemmen 2008 in Manchester, op dit toernooi veroverde hij de bronzen medaille op de 1500 meter vrije slag. Tijdens de Olympische Zomerspelen van 2008 in Peking strandde Sawrymowicz in de series van de 1500 meter vrije slag.

### 2009-heden
Op de Europese kampioenschappen kortebaanzwemmen 2009 in Istanboel eindigde de Pool als twaalfde op de 1500 meter vrije slag, op de 400 meter vrije slag werd hij uitgeschakeld in de series.
In Boedapest nam Sawrymowicz deel aan de Europese kampioenschappen zwemmen 2010. Op dit toernooi eindigde hij als vijfde op de 1500 meter vrije slag, daarnaast strandde hij in de series van de 400 meter vrije slag.
Tijdens de wereldkampioenschappen zwemmen 2011 in Shanghai werd de Pool uitgeschakeld in de series van zowel de 400 als de 1500 meter vrije slag. Op de Europese kampioenschappen kortebaanzwemmen 2011 in Szczecin veroverde Sawrymowicz de Europese titel op de 1500 meter vrije slag, op de 400 meter vrije slag strandde hij in de series.

## Internationale toernooien
| Jaar | Olympische Spelen                       | WK langebaan                            | WK kortebaan     | EK langebaan                            | EK kortebaan                             |
| ---- | --------------------------------------- | --------------------------------------- | ---------------- | --------------------------------------- | ---------------------------------------- |
| 2005 |                                         | 5e 1500m vrije slag                     |                  |                                         | 9e 400m vrije slag · 1500m vrije slag    |
| 2006 |                                         |                                         | geen deelname    | 6e 400m vrije slag 6e 1500m vrije slag  | 13e 400m vrije slag · 1500m vrije slag   |
| 2007 |                                         | 20e 400m vrije slag · 1500m vrije slag  |                  |                                         | 9e 400m vrije slag · 1500m vrije slag    |
| 2008 | 9e 1500m vrije slag                     |                                         | 1500m vrije slag | 19e 400m vrije slag · 1500m vrije slag  | geen deelname                            |
| 2009 |                                         | geen deelname                           |                  |                                         | 19e 400m vrije slag 12e 1500m vrije slag |
| 2010 |                                         |                                         | geen deelname    | 27e 400m vrije slag 5e 1500m vrije slag | geen deelname                            |
| 2011 |                                         | 31e 400m vrije slag 9e 1500m vrije slag |                  |                                         | 32e 400m vrije slag · 1500m vrije slag   |
| 2012 | 20e 400m vrije slag 7e 1500m vrije slag |                                         |                  |                                         |                                          |

## Persoonlijke records
Bijgewerkt tot en met 15 december 2007

### Kortebaan
| Afstand          | Tijd     | Datum            | Plaats   |
| ---------------- | -------- | ---------------- | -------- |
| 400m vrije slag  | 3.43,83  | 8 december 2005  | Triëst   |
| 800m vrije slag  | 7.41,12  | 9 december 2006  | Helsinki |
| 1500m vrije slag | 14.24,54 | 15 december 2007 | Debrecen |

### Langebaan
| Afstand          | Tijd     | Datum            | Plaats              |
| ---------------- | -------- | ---------------- | ------------------- |
| 400m vrije slag  | 3.48,02  | 31 juli 2006     | Boedapest           |
| 800m vrije slag  | 7.51,78  | 23 november 2006 | Gorzów Wielkopolski |
| 1500m vrije slag | 14.45,94 | 1 april 2007     | Melbourne           |